# Cervicati
Cervicati község (comune) Olaszország Calabria régiójában, Cosenza megyében.

## Fekvése
A megye központi részén fekszik. Határai: Cerzeto, Mongrassano és San Marco Argentano.

## Története
A település első említése 969-ből származik. 1050-ben épült fel egy ciszterci apátság a területén. 1276-ban jelenik meg elnevezése Cervicatum formában. A 19. század elején vált önálló községgé, amikor a Nápolyi Királyságban felszámolták a feudalizmust. 1929 és 1937 között San Marco Argentano része volt.

## Népessége
A népesség számának alakulása:

## Főbb látnivalói
- Palazzo Guzolini
- Palazzo Cipolla
- San Nicola-templom
- San Francesco-templom